# Université d'État de Valley City
L'université d'État de Valley City (en anglais : Valley City State University ou VCSU) est une université américaine située à Valley City dans le Dakota du Nord.

## Présentation

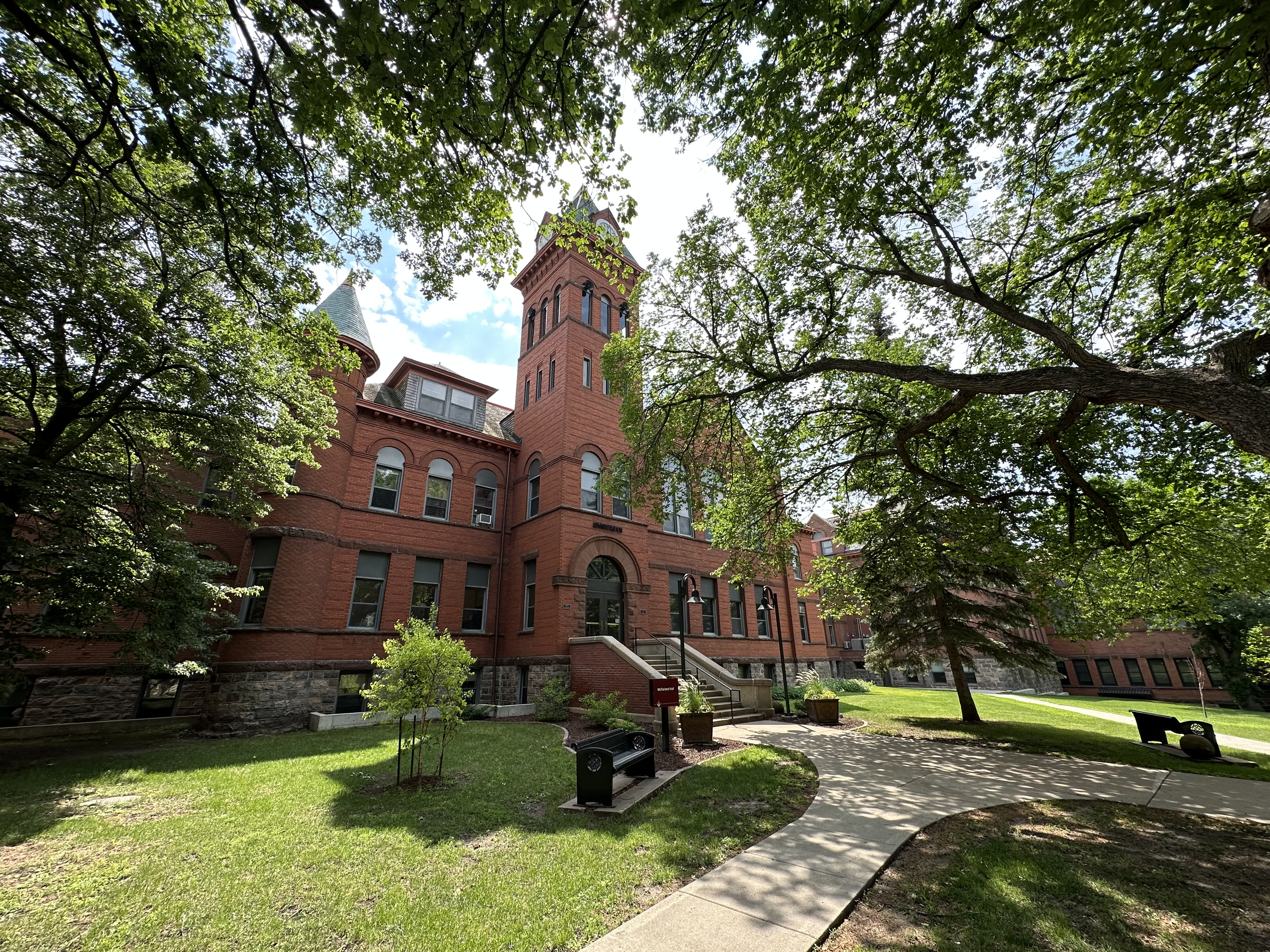
Campus de l'université d'État de Valley City